# Рамсон (Њу Џерзи)
Рамсон (енгл. Rumson) град је у америчкој савезној држави Њу Џерзи.

## Демографија
По попису из 2010. године број становника је 7.122, што је 15 (-0,2%) становника мање него 2000. године.
| Група             | 2000.         | 2010.         |
| Белци             | 6.909 (96,8%) | 6.771 (95,1%) |
| Афроамериканци    | 17 (0,2%)     | 18 (0,3%)     |
| Азијати           | 76 (1,1%)     | 90 (1,3%)     |
| Хиспаноамериканци | 99 (1,4%)     | 173 (2,4%)    |
| Укупно            | 7.137         | 7.122         |